# Humboldthafen

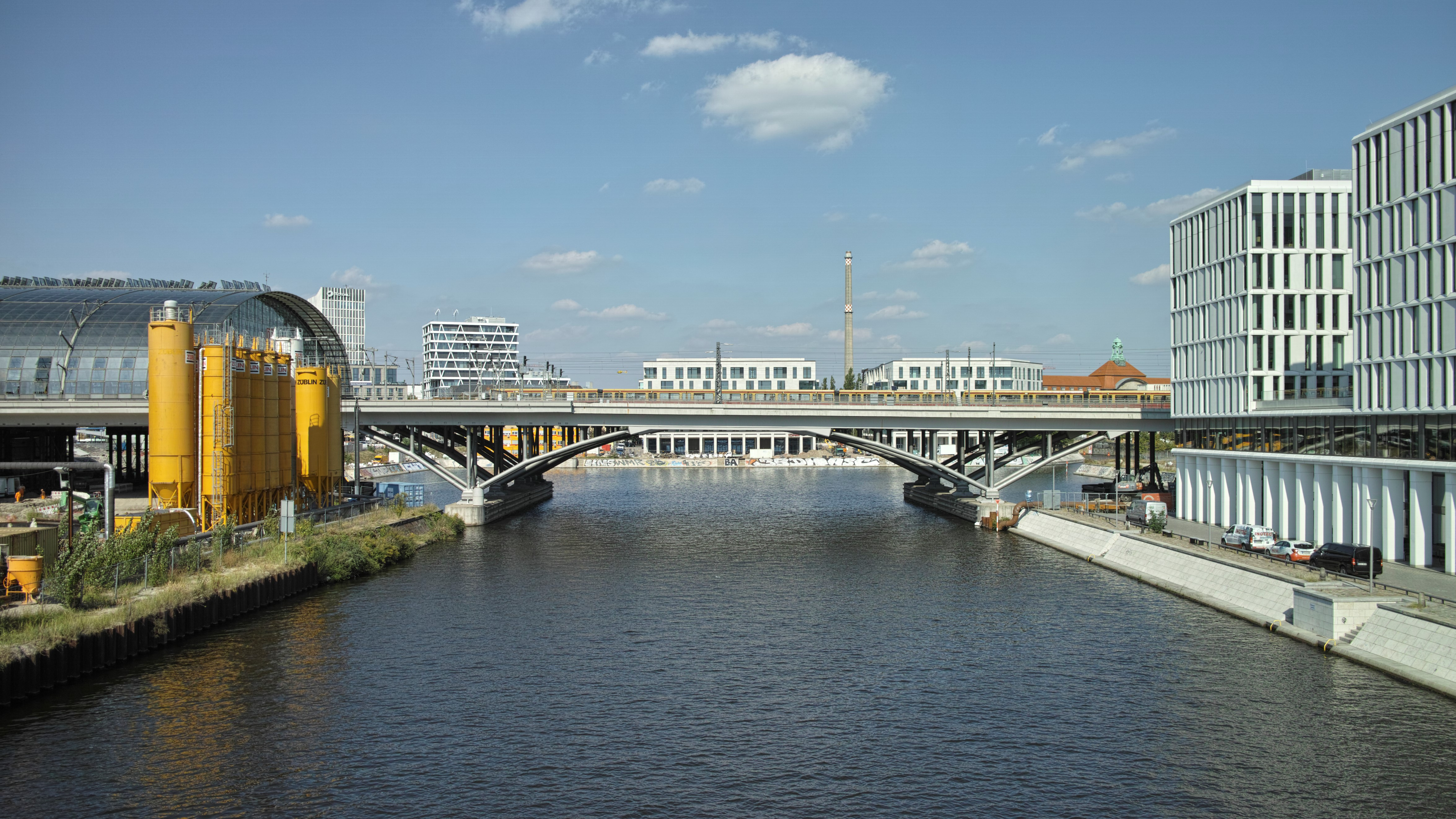
Humboldthafen Berlin, in der Mitte die Humboldthafenbrücke, 2019

Der Humboldthafen ist ein Hafenbecken im Bezirk Mitte von Berlin. Das nach den Plänen des Landschaftsarchitekten Peter Joseph Lenné errichtete und nach Naturforscher Alexander von Humboldt benannte Becken hat eine Wasserfläche von 33.500 m². Die Wassertiefe beträgt rund 3,5 Meter. Heute steht der Humboldthafen unter Denkmalschutz.

## Lage
Der trichterförmige Humboldthafen liegt nördlich des Spreebogens. Er ist der Beginn des Berlin-Spandauer Schifffahrtskanals, der im Humboldthafen von der Spree abzweigt. Er liegt in direkter Nachbarschaft des Berliner Hauptbahnhofs und wird mittig von dessen Stadtbahntrasse / Humboldthafenbrücke überquert. Er wird begrenzt vom Friedrich-List-Ufer im Westen, vom Alexanderufer im Osten, von der Invalidenstraße im Norden und von der Hugo-Preuß-Brücke im Süden. Östlich schließt sich das Areal des Berliner Universitätsklinikums Charité an, im Westen und Norden das Bahnhofsviertel und die Europacity.

## Geschichte

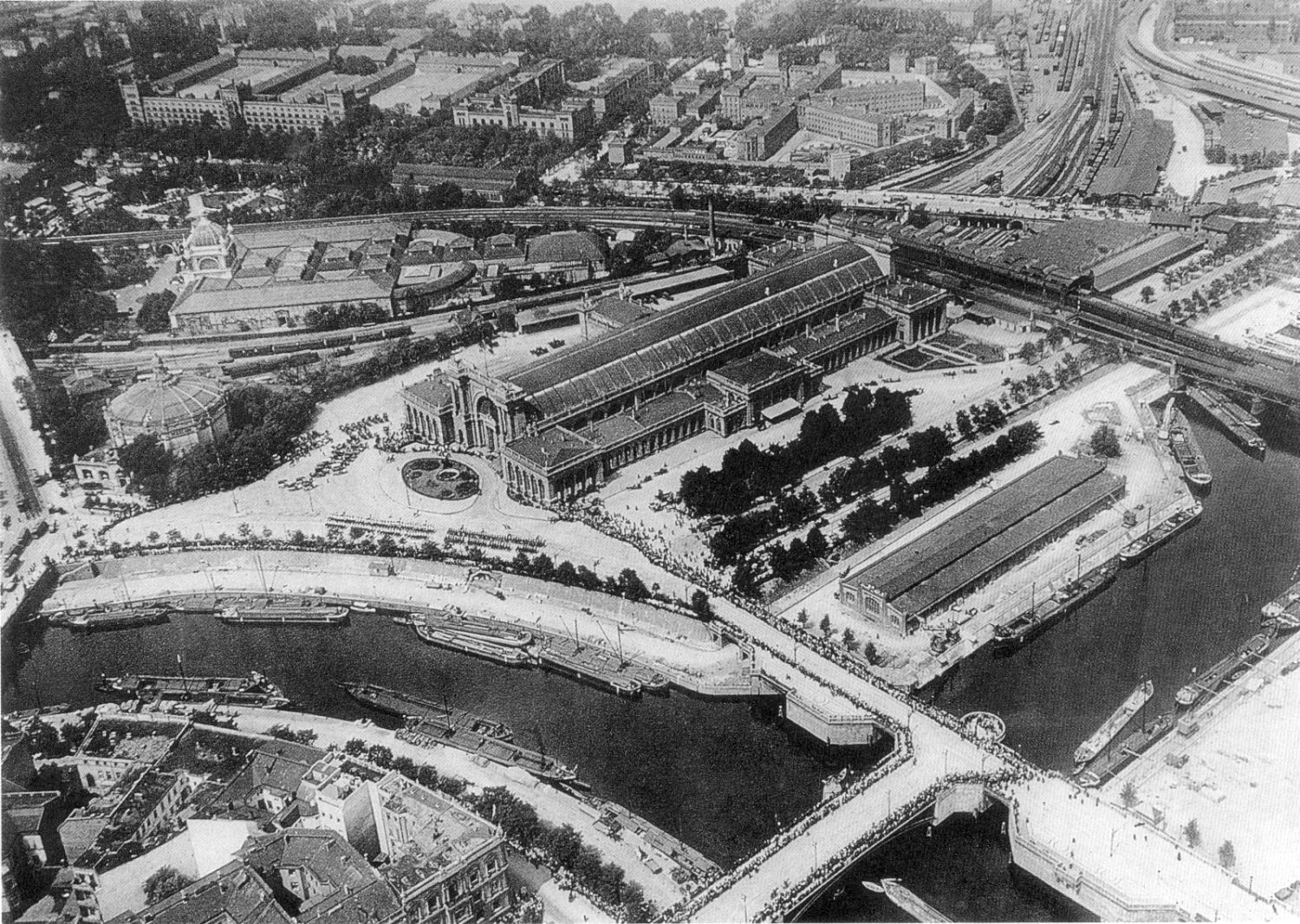
Um 1910: Der Lehrter Bahnhof und der Humboldthafen an der rechten Bildseite sowie ein Teil der (ersten) Humboldthafenbrücke, die Ende 2002 im Zuge des Baus des Hauptbahnhofs abgebaut wurde.

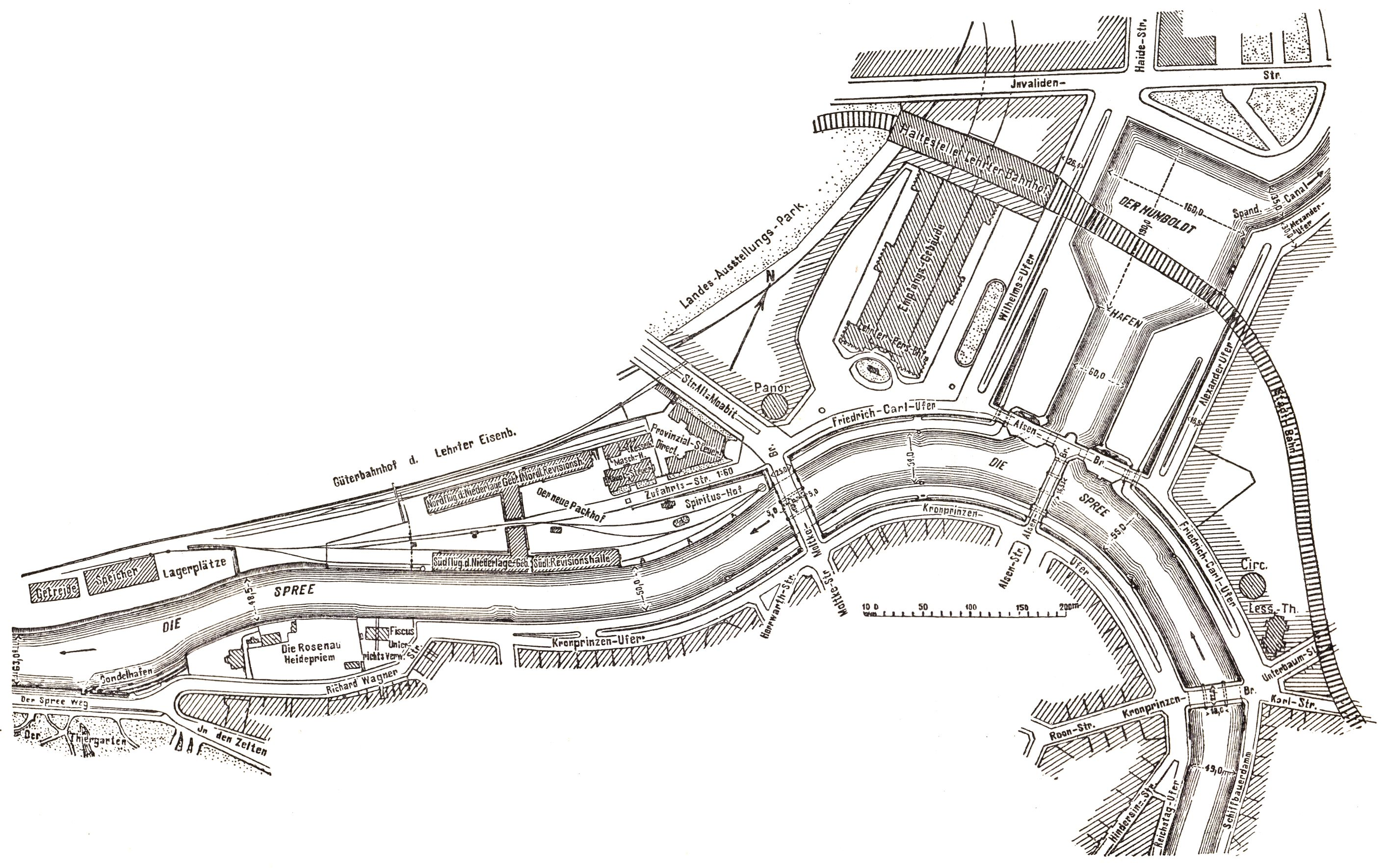
Humboldthafen 1896 mit Neuem Packhof und Lehrter Bahnhof

Im Zuge der Anlage des Berlin-Spandauer Schifffahrtskanals und der Aufwertung des Spreebogens zum Moabiter Werder und den ehemaligen Pulverwiesen hin entstand der Humboldthafen in den Jahren 1848 bis 1850 auch als Schmuckbassin. An der Stelle des Hafenbeckens befand sich vorher der sogenannte Hohe Weinberg, der 1848 abgetragen wurde. Man legte Ladestraßen und Flächen für den Güterumschlag an. Die Uferwände wurden bis 1859 nach Plänen des Landschaftsarchitekten Peter Joseph Lenné errichtet.
Der Betrieb des Hafens wurde nach dem Zweiten Weltkrieg eingestellt, da die Berliner Häfen den wachsenden Massengütermengen nicht gewachsen waren und der Berliner Osthafen und der Westhafen fertiggestellt wurden.
Durch den Umstand, dass in den Jahren der deutschen Teilung die Sektorengrenze zwischen Ost und West direkt am westlichen Ufer des Hafenbeckens verlief, verfiel die Gegend für Jahrzehnte in einen „Dornröschenschlaf“. Am 24. August 1961 kam hier Günter Litfin als erstes Todesopfer an der Berliner Mauer beim Durchschwimmen durch Schüsse ums Leben.
Nach der deutschen Wiedervereinigung zunächst als Lagerstätte genutzt, rückte der Hafen erst im Zuge des Baus des neuen Hauptbahnhofs wieder in das öffentliche Interesse. Die Planungen der Berliner Stadtentwicklung sehen eine Reihe von möglichen Nutzungen vor, die von der Anlage eines Yachthafens, einer Ausstellung historischer Schiffe bis zum Bau von Anlegern für die touristische Dampfschifffahrt reichen.

## Bebauung
Das 3,5 Hektar große Brachland um das Hafenbecken wurde in den 2010er-Jahren mit Wohn-, Büro- und Einzelhandelsgebäuden bebaut.
Als erste Maßnahme der Hafenrandbebauung wurden zwischen 2008 und 2013 die Uferwände zu großen Teilen erneuert. Diese sind 700 Meter lang und rund sechs Meter hoch. Das Tragwerk wurde neu errichtet, die Verkleidung mit Sandsteinplatten folgte dem historischen Vorbild, wobei etwa die Hälfte der alten Platten denkmalgerecht aufgearbeitet wiederverwendet wurden. Die Erneuerung der noch fehlenden Abschnitte am Ostufer erfolgt nach Abschluss der Baumaßnahmen zum S-Bahnprojekt S21. Die Gesamtkosten betragen rund 20 Millionen Euro.

### Humboldthafen Eins
Mit Humboldthafen Eins wurde im Sommer 2015 das erste Gebäude an der Südost-Ecke des Hafenbeckens eröffnet. Es beherbergt seither den Berliner Sitz der Wirtschaftsprüfergesellschaft PricewaterhouseCoopers und das Hauptstadtbüro von MSD Sharp & Dohme.
Das Gebäude zeichnet sich durch ein besonders effizientens Energiemanagement mit integriertem Blockheizkraftwerk und Wärmerückgewinnungslüftungsanlagen aus.

## Galerie

Hafenarbeiter des Humboldthafens bei der Mittagspause (Skizze von Wilhelm Horstmeyer, 1899)
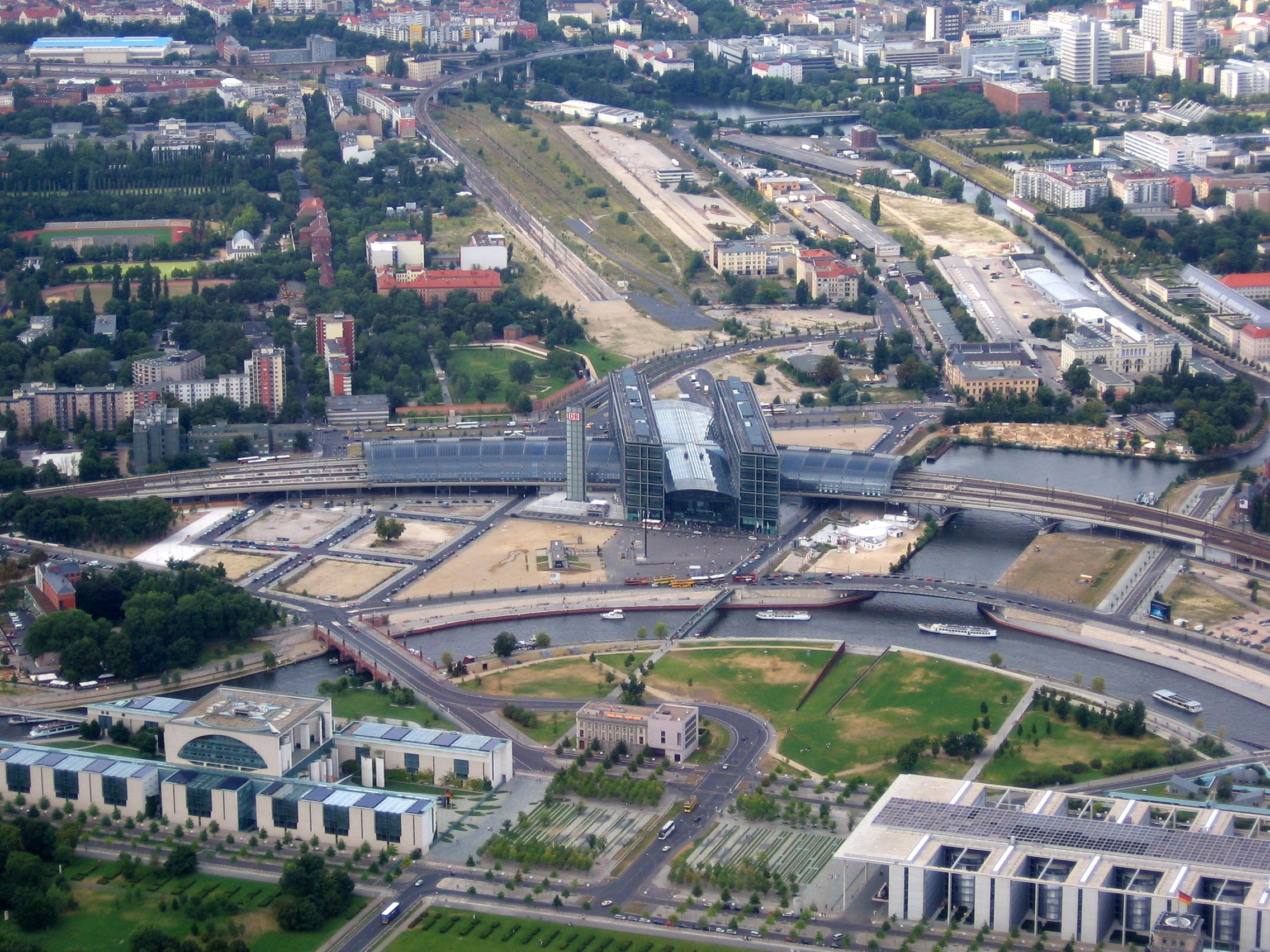
Der T-förmige Humboldthafen an der Eisenbahnbrücke zum westlich anschließenden Hauptbahnhof. Südlich liegen Kanzleramt (links) und Paul-Löbe-Haus (rechts).
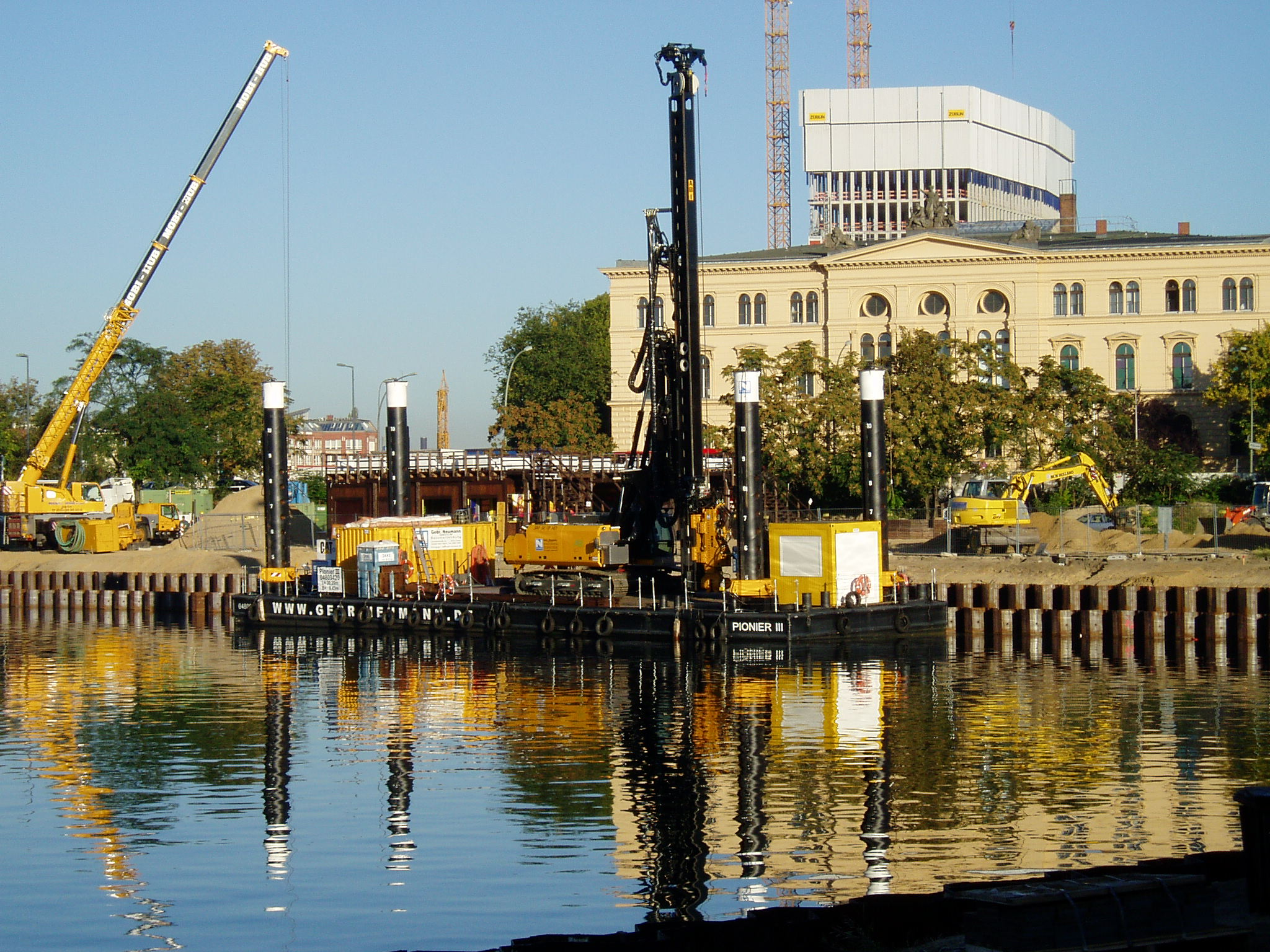
Sanierung der Kaimauern, September 2011
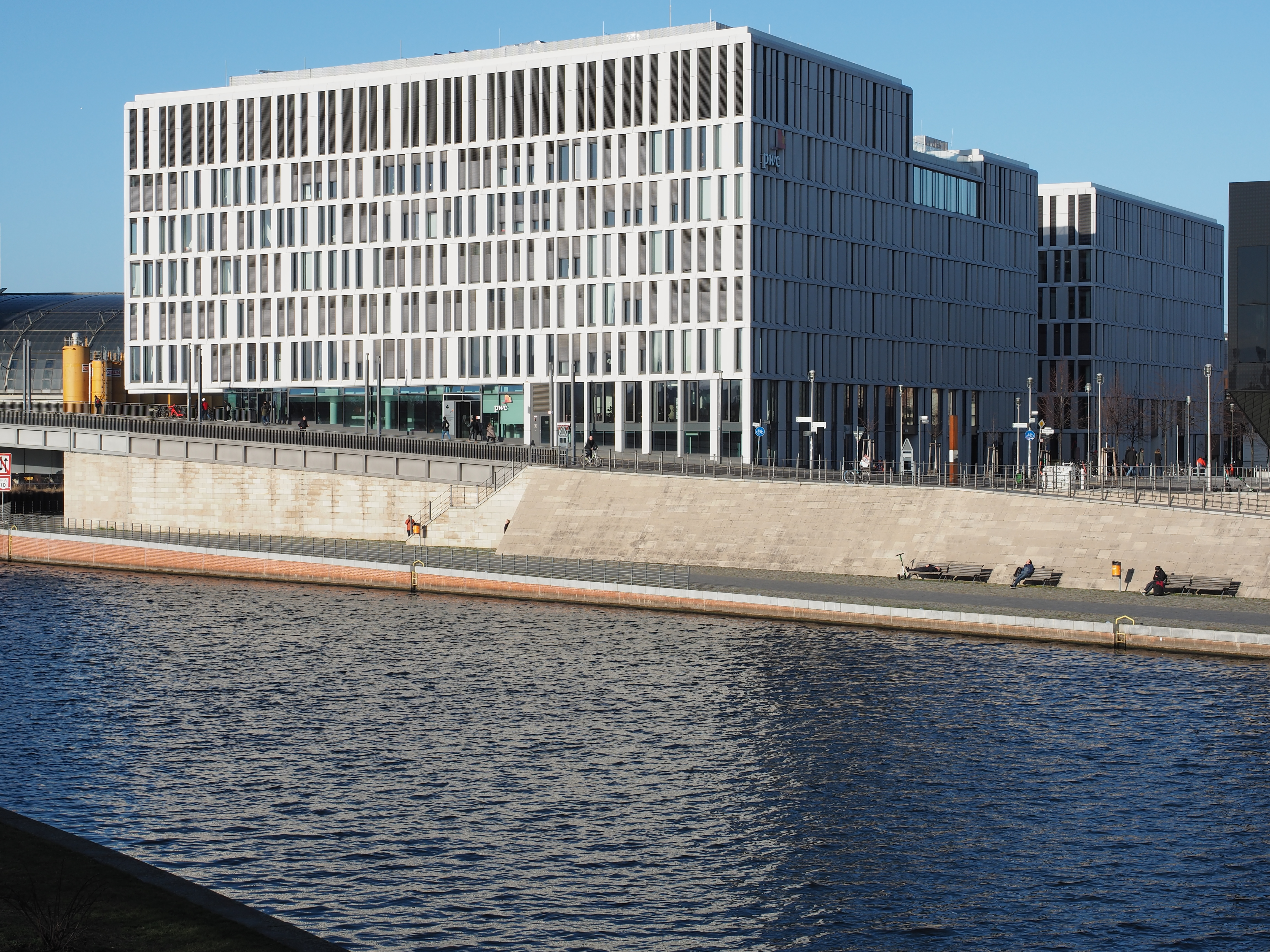
PwC-Gebäude am Alexanderufer